# Симсон, Прийт (футболист)
Прийт Симсон (эст. Priit Simson; 18 апреля 1967) — советский и эстонский футболист, полузащитник, тренер.

## Биография
В 1983—1985 годах выступал во второй лиге СССР за ШВСМ/«Спорт» (Таллин), провёл 17 матчей. Затем играл на уровне чемпионата Эстонской ССР среди КФК, с таллинской «Нормой» становился чемпионом (1988) и серебряным призёром (1990) чемпионата республики. В начале 1990-х годов некоторое время играл в Финляндии.
В 1994 году вернулся в «Норму» и в первом сезоне сыграл 21 матч в высшей лиге Эстонии, а также одну игру в Кубке обладателей кубков. В 1995 году «Норма» по финансовым причинам покинула высший дивизион и футболист провёл ещё полсезона в первой лиге. Затем до конца карьеры играл за клубы низших лиг Эстонии.
По состоянию на 2009 год тренировал женскую команду таллинского «Калева». В 2011 году работал с мужской командой третьей лиги «Визадус» (Таллин), привёл её к победе в зимнем турнире среди команд третьей лиги. В 2010-е годы несколько лет возглавлял клуб «Пирита Реликвия» (Таллин), игравший в низших лигах. Позднее работал с детскими и женскими командами клуба «Вольта» (Пыхья-Таллин).